# Lussan (Gard)
Lussan es una comuna francesa situada en el departamento de Gard, en la región de Occitania.
Encaramado en una cima rocosa, fue clasificado en 2016 como uno de "Los Pueblos Más Bonitos de Francia" (Les Plus Beaux Villages de France). Es una ciudad medieval rodeada de murallas, construida sobre una meseta.

## Demografía
| 271 | 268 | 294 | 331 | 357 | 402 | 531 |
| Para los censos de 1962 a 1999 la población legal corresponde a la población sin duplicidades (Fuente: INSEE [Consultar]) |     |     |     |     |     |     |